# IM25
IM25 је тринаести студијски албум израелског психоделичног тренс дуа Infected Mushroom. Објављен је 16. септембара 2022. за канадску издавачку кућу Monstercat. Пјесме „A Cookie From Spaceе“ и „Black Velvet“ објављене су као синглови непосредно прије изласка албума. Назив албума је омаж 25годишњици рада групе (Infected Mushroom - IM) која је свој пут започела 1996. године. Прва пјесма на албуму је пјесма Black Velvet од Елене Мајлс коју је бенд одрадио у сарадњи са Нинет Тајеб. 

## Списак пјесама
1. Black Velvet - 04:08
2. While I'm in the Mood - 06:32
3. Business as Usual - 02:55
4. Boss La Rosh - 06:41
5. Zazim Beyhad (We Move Together) - 03:22
6. Turkish Nights - 05:26
7. Serious Times - 03:13
8. Lies and Deceptions- 03:15
9. A Cookie From Space - 10:19
10. It's Behind Me Now - 07:50
11. Billy on Mushrooms - 04:41